# Provincia Çanakkale
Provincia Çanakkale este o provincie a Turciei, aflată în partea de nord-vest a țării. Își ia numele de la orașul Çanakkale.
Provincia Çanakkale are o parte în Europa și una în Asia. Partea europeană e formată din peninsula Gallipoli (Gelibolu), iar partea asiatică se suprapune în mare peste regiunea istorică Troada din Anatolia. Cele două sunt separate de strămtoarea Dardanele ce leagă Marea Marmara de Marea Egee.
Situl arheologic Troia se află în provincia Çanakkale.